# Plná hrst písniček S+Š / Hraj hraj hraj
Plná hrst písniček S+Š / Hraj hraj hraj je čtvrté album zaměřené na autorskou spolupráci zakladatelů divadla Semafor Jiřího Suchého a Jiřího Šlitra. Zároveň jde o druhé profilové (sólové) LP Jiřího Suchého jako zpěváka. Album vydala firma Supraphon v roce 1965 pod katalogovým číslem DV 10162. Nejznámějším hitem desky je poetická kovbojská píseň "Krajina posedlá tmou".

## Sestava a nahrávání alba
První strana alba nese název "Plná hrst písniček S+Š" a obsahuje výhradně skladby autorské dvojice Suchý–Šlitr, druhou s titulem "Hraj, hraj, hraj" tvoří zahraniční skladby otextované Suchým či Janem Werichem a Jiřím Voskovcem. Obsahuje melodie, které nazpívali např. Duke Ellington, Cole Porter, Ella Fitzgerald, Louis Armstrong či Little Richard. Interpretem všech nahrávek je Jiří Suchý, jemuž sekundují Jiří Šlitr ("V kašně") a členky Semaforu Pavlína Filipovská, Jana Malknechtová, Lilka Ročáková či Vlasta Kahovcová. Větší část písní zněla také v divadelní verzi tehdy uváděného semaforského pásma Recital 64, přičemž v obojím se Suchý repertoárem vracel do svých začátků, kdy vystupoval v klubu Reduta. Nahrávání probíhalo velmi nesoustavně během filmování protiválečné hudební komedie Kdyby tisíc klarinetů od prvních měsíců roku 1964 až do jara 1965, a to ve studiích Kobylisy a Strahov. V případě nejstarších pořízených snímků "Množení" a "Není-li tu ta" z muzikálu Divotvorný hrnec šlo v době vydání LP o více než rok staré nahrávky. Zpěváky doprovázely tři různé orchestry pod vedením Ferdinanda Havlíka, Milana Dvořáka a Josefa Vobruby. Původně měla deska vyjít v mono i stereo verzi a byla tak i ohlášena v tisku, k lisování sterea ale nedošlo.

## Vydání a reedice alba
Vydavatelství Supraphon album distribuovalo v létě 1965 takřka souběžně s kolekcí písní z filmu Kdyby tisíc klarinetů, kde Suchý zpíval pouze písně "Babetta" a "Míč". Na obale LP byla koláž snímků z úspěšné hry Jonáš a tingltangl, z níž kolekce obsahovala jedinou skladbu "Zlá neděle", jež se navíc objevila i na předchozím profilovém Suchého albu Písničky (druhou společnou písní obou LP byl duet "V kašně", na každé však zazněl v jiné verzi). Obal měl nepotištěnou zadní stranu, neobsahoval žádné informace o desce, dokonce ani její název (pouze jméno interpreta). Vytvořil jej výtvarník Ladislav Rada. Kritik Leo Jehne v dobové recenzi vyzdvihl písně "Krajina posedlá tmou", "Zlá neděle", "Betty" a "V kašně", zároveň skladatelské dvojici doporučoval "větší autocenzuru". Ocenil též na jedné straně "hudební vtip, na druhé pak skvělou vlastnost písní S+Š říkat vážné věci prostě a nadlehčeně." Týdeník Kulturní tvorba chválil zejména druhou stranu alba, kterou označil za mimořádně "objevnou". Píseň "Krajina posedlá tmou" vyšla také na singlu Supraphonu (v kombinaci s další kovbojskou písní S+Š "Co se ve městě povídá", kterou zpívala Eva Pilarová) a zcela ovládla populární rozhlasovou hitparádu Dvanáct na houpačce, v níž se držela osm měsíců. Gramodeska Plná hrst písniček S+Š / Hraj hraj hraj vyšla poprvé v reedici na CD až jako součást supraphonského CD boxu "Semafor - léta šedesátá" v roce 2011.

## Seznam skladeb
| Strana 1 | Strana 1             | Strana 1               | Strana 1                       | Strana 1 |
| Pořadí   | Název                | Autor                  | Zpěv                           | Délka    |
| -------- | -------------------- | ---------------------- | ------------------------------ | -------- |
| 1.       | Plná hrst            | Jiří Šlitr, Jiří Suchý | Jiří Suchý, Pavlína Filipovská | 3:20     |
| 2.       | Bílá myška           | Jiří Šlitr, Jiří Suchý | Jiří Suchý, Pavlína Filipovská | 2:48     |
| 3.       | Betty                | Jiří Šlitr, Jiří Suchý | Jiří Suchý, Pavlína Filipovská | 2:31     |
| 4.       | V kašně              | Jiří Šlitr, Jiří Suchý | Jiří Suchý, Jiří Šlitr         | 2:18     |
| 5.       | Zlá neděle           | Jiří Šlitr, Jiří Suchý | Jiří Suchý                     | 4:19     |
| 6.       | Krajina posedlá tmou | Jiří Šlitr, Jiří Suchý | Jiří Suchý                     | 2:45     |
| 7.       | Blues o světle       | Jiří Šlitr, Jiří Suchý | Jiří Suchý                     | 3:42     |

| Strana 2 | Strana 2                                          | Strana 2                                                     | Strana 2                                                                            | Strana 2 |
| Pořadí   | Název                                             | Autor                                                        | Zpěv                                                                                | Délka    |
| -------- | ------------------------------------------------- | ------------------------------------------------------------ | ----------------------------------------------------------------------------------- | -------- |
| 8.       | Dívka, kterou zkazil svět (Sophisticated Lady)    | Duke Ellington, Jiří Suchý                                   | Jiří Suchý                                                                          | 4:02     |
| 9.       | Půl párku (One Meat Ball)                         | George Martin Lane, Jan Werich, Jiří Voskovec                | Jiří Suchý                                                                          | 2:52     |
| 10.      | Už dávno nejsem dítě (Stars Fell on Alabama)      | Frank Perkins, Mitchell Parish, Jiří Suchý                   | Jiří Suchý, Jana Malknechtová                                                       | 2:43     |
| 11.      | Pozvání (Who Wants to Be a Millionaire)           | Cole Porter, Jiří Suchý                                      | Jiří Suchý, Pavlína Filipovská                                                      | 1:58     |
| 12.      | Množení (Begat)                                   | Burton Lane, Edgar Yipsel Harburg, Jan Werich, Jiří Voskovec | Jiří Suchý                                                                          | 2:39     |
| 13.      | Není-li tu ta (When I’m Not Near the Girl I Love) | Burton Lane, Edgar Yipsel Harburg, Jan Werich, Jiří Voskovec | Jiří Suchý                                                                          | 3:03     |
| 14.      | Po ulici bloumat (Standing on the Corner)         | Frank Loesser, Jiří Suchý                                    | Jiří Suchý, Lilka Ročáková, Vlasta Kahovcová                                        | 2:40     |
| 15.      | Hraj, hraj, hraj (Joy, Joy, Joy)                  | Charles Gabriel, Jiří Suchý                                  | Jiří Suchý, Jana Malknechtová, Pavlína Filipovská, Lilka Ročáková, Vlasta Kahovcová | 2:24     |

## Hudební doprovod
- Orchestr Ferdinanda Havlíka (1-4, 6, 7, 9, 11, 14, 15)
- Trio Milana Dvořáka (5, 8, 10)
- Taneční orchestr Československého rozhlasu, řídí Josef Vobruba (12, 13)
- Sbor Lubomíra Pánka (6)
- Vokální kvarteto (12)